# Александровка (Расейняйський район)
Александровка — село у Литві, Расейняйський район, Арегальське староство, знаходиться за 13 км від села Вередува. Станом на 2001 рік у селі проживало 2 людей.
| Литва | Це незавершена стаття з географії Литви. Ви можете допомогти проєкту, виправивши або дописавши її. |